# Liste der Kulturdenkmale in Bleicherode
Die Liste der Kulturdenkmale in Bleicherode umfasst die als Ensembles, Straßenzüge und Einzeldenkmale erfassten Kulturdenkmale in der thüringischen Stadt Bleicherode und ihrer Ortsteile.
Die Angaben in der Liste ersetzen nicht die rechtsverbindliche Auskunft der zuständigen Denkmalschutzbehörde.

## Legende
- Bild: zeigt ein Bild des Kulturdenkmals und gegebenenfalls einen Link zu weiteren Fotos des Kulturdenkmals im Medienarchiv Wikimedia Commons
- Bezeichnung: Name, Bezeichnung oder die Art des Kulturdenkmals
- Lage: Wenn vorhanden Straßenname und Hausnummer des Kulturdenkmals; Grundsortierung der Liste erfolgt nach dieser Adresse. Der Link Karte führt zu verschiedenen Kartendarstellungen und nennt die Koordinaten des Kulturdenkmals.
 Kartenansicht, um Koordinaten zu setzen – in dieser Kartenansicht sind Kulturdenkmale ohne Koordinaten mit einem roten bzw. orangen Marker dargestellt und können in der Karte gesetzt werden. Kulturdenkmale ohne Bild sind mit einem blauen bzw. roten Marker gekennzeichnet, Kulturdenkmale mit Bild mit einem grünen bzw. orangen Marker.
- Datierung: gibt das Jahr der Fertigstellung beziehungsweise das Datum der Erstnennung oder den Zeitraum der Errichtung an
- Beschreibung: bauliche und geschichtliche Einzelheiten des Kulturdenkmals, vorzugsweise die Denkmaleigenschaften
- ID: Die ID identifiziert das Kulturdenkmal eindeutig. In Thüringen sind aktuell keine IDs veröffentlicht. In der ID-Spalte kann sich auch folgendes Icon  befinden, dies führt zu Angaben zu diesem Kulturdenkmal bei Wikidata.

## Kulturdenkmale nach Ortsteilen

### Bleicherode
| Bild                                    | Bezeichnung                         | Lage                                                     | Datierung | Beschreibung                                                                                        | ID |
| --------------------------------------- | ----------------------------------- | -------------------------------------------------------- | --------- | --------------------------------------------------------------------------------------------------- | -- |
| Direkt Bild zu diesem Denkmal hochladen | Stadtmauer                          | Koordinaten fehlen! Hilf mit.                            |           | Stadtmauer                                                                                          |    |
| weitere Bilder Fotos hochladen          | Evangelische Kirche St. Marien      | (Karte)                                                  |           | Evangelische Kirche St. Marien mit künstlerischer Ausstattung, Kirchhof und Einfriedung             |    |
| BW                                      | Katholische Kirche St. Matthias     | (Karte)                                                  |           | Katholische Kirche St. Matthias mit künstlerischer Ausstattung, Kirchhof und Einfriedung            |    |
| BW                                      | Denkmal für gefallene Bergleute     | Bahnhofstraße (Karte)                                    |           | |    |
| BW                                      | Wohn- und Geschäftshaus             | Bahnhofstraße 3 (Karte)                                  |           | Wohn- und Geschäftshaus                                                                             |    |
| Fotos hochladen                         | Wohnhaus                            | Bahnhofstraße 7 (Karte)                                  |           | Wohnhaus                                                                                            |    |
| BW                                      | Wohnhaus                            | Bahnhofstraße 20 (Karte)                                 |           | Wohnhaus                                                                                            |    |
| BW                                      | Wohnhaus                            | Bahnhofstraße 60 (Karte)                                 |           | Wohnhaus                                                                                            |    |
| Fotos hochladen                         | Wohnhaus                            | Bahnhofstraße 73 (Karte)                                 |           | Wohnhaus                                                                                            |    |
| BW                                      | Wohnhaus                            | Bahnhofstraße 78 (Karte)                                 |           | Wohnhaus                                                                                            |    |
| Fotos hochladen                         | Petermann-Denkmal                   | Barbarastraße (Karte)                                    |           | Petermann-Denkmal, Geograf und Kartograf, Professor (1822–1878)                                     |    |
| BW                                      | Städtisches Freibad                 | Barbarastraße 72 (Karte)                                 |           | Städtisches Freibad                                                                                 |    |
| Fotos hochladen                         | Wohnhaus                            | Braustraße 25 (Karte)                                    |           | Wohnhaus                                                                                            |    |
| BW                                      | Denkmal der Opfer des Faschismus    | Braustraße, Ecke Talstraße (Karte)                       |           | Gedenkstein im Stadtpark aus dem Jahr 1946 zur Erinnerung an die Blutopfer des Faschismus 1933–1945 |    |
| BW                                      | Wohnhaus                            | Burgstraße 12 (Karte)                                    |           | Wohnhaus                                                                                            |    |
| BW                                      | Wassermühle                         | Gemeindemühlenweg 17/18 (Karte)                          |           | Wassermühle                                                                                         |    |
| BW                                      | Gedenkstein                         | Georgenberg (Karte)                                      |           | Gedenkstein ipso iure                                                                               |    |
| BW                                      | Wohnhaus                            | Hagenstraße 2 (Karte)                                    |           | Wohnhaus                                                                                            |    |
| BW                                      | Wohnhaus                            | Hagenstraße 7 (Karte)                                    |           | Wohnhaus                                                                                            |    |
| BW                                      | Wohnhaus                            | Hagenstraße 8 (Karte)                                    |           | Wohnhaus                                                                                            |    |
| BW                                      | Wohnhaus                            | Hagenstraße 10 (Karte)                                   |           | Wohnhaus                                                                                            |    |
| Fotos hochladen                         | Wohnhaus                            | Hagenstraße 15 (Karte)                                   |           | Wohnhaus                                                                                            |    |
| Fotos hochladen                         | Wohnhaus                            | Hagenstraße 18 (Karte)                                   |           | Wohnhaus                                                                                            |    |
| BW                                      | Gehöft                              | Hagenstraße 22 (Karte)                                   |           | Bauerngehöft                                                                                        |    |
| Fotos hochladen                         | Straßenzug                          | Hauptstraße (Karte)                                      |           | Historische Altstadt mit Stadtmauer                                                                 |    |
| BW                                      | Wohnhaus                            | Hauptstraße 8 (Karte)                                    |           | Wohnhaus                                                                                            |    |
| BW                                      | Wohnhaus                            | Hauptstraße 19 (Karte)                                   |           | Wohnhaus                                                                                            |    |
| BW                                      | Wohnhaus                            | Hauptstraße 23 (Karte)                                   |           | Wohnhaus, Wirtschaftsgebäude und Reste der Stadtmauer                                               |    |
| Fotos hochladen                         | Wohnhaus, Zinshaus                  | Hauptstraße 25 (Karte)                                   |           | Wohnhaus, Zinshaus und Reste der Stadtmauer                                                         |    |
| Fotos hochladen                         | Wohnhaus mit Nebengebäude           | Hauptstraße 27 (Karte)                                   |           | Wohnhaus mit Nebengebäude                                                                           |    |
| weitere Bilder Fotos hochladen          | Rathaus                             | Hauptstraße 37 (Karte)                                   |           | historisches Renaissance-Rathaus wurde 1540/41 erbaut                                               |    |
| Fotos hochladen                         | Wohn- und Geschäftshaus             | Hauptstraße 39 (Karte)                                   |           | Wohn- und Geschäftshaus                                                                             |    |
| Fotos hochladen                         | Wohn- und Geschäftshaus             | Hauptstraße 39a (Karte)                                  |           | Wohn- und Geschäftshaus                                                                             |    |
| BW                                      | Verwaltungsgebäude                  | Hauptstraße 44 (Karte)                                   |           | Verwaltungsgebäude, Stadtverwaltung                                                                 |    |
| Fotos hochladen                         | Wohn- und Geschäftshaus             | Hauptstraße 51 (Karte)                                   |           | Wohn- und Geschäftshaus                                                                             |    |
| Fotos hochladen                         | Wohnhaus                            | Hauptstraße 52 (Karte)                                   |           | Wohnhaus, Wirtschaftsgebäude und Reste der Stadtmauer                                               |    |
| Fotos hochladen                         | Evangelisches Pfarramt              | Hauptstraße 54 (Karte)                                   |           | Evangelisches Pfarramt, Oberpfarre                                                                  |    |
| Fotos hochladen                         | Museum                              | Hauptstraße 56 (Karte)                                   |           | Museum und Nebengebäude, ehemaliges Ackerbürgerhaus der Familie Liesegang                           |    |
| Fotos hochladen                         | Wohn- und Geschäftshaus             | Hauptstraße 63 (Karte)                                   |           | Wohn- und Geschäftshaus                                                                             |    |
| Fotos hochladen                         | Wohnhaus                            | Hauptstraße 65 (Karte)                                   |           | Wohnhaus                                                                                            |    |
| BW                                      | Wohnhaus                            | Hauptstraße 72 (Karte)                                   |           | Wohnhaus                                                                                            |    |
| Fotos hochladen                         | Wohn- und Geschäftshaus             | Hauptstraße 75 (Karte)                                   |           | Wohn- und Geschäftshaus                                                                             |    |
| BW                                      | Wohnhaus                            | Hauptstraße 81 (Karte)                                   |           | Wohnhaus                                                                                            |    |
| Fotos hochladen                         | Wohn- und Geschäftshaus             | Hauptstraße 82 (Karte)                                   |           | Wohn- und Geschäftshaus                                                                             |    |
| Fotos hochladen                         | Wohn- und Geschäftshaus             | Hauptstraße 83 (Karte)                                   |           | Wohn- und Geschäftshaus                                                                             |    |
| Fotos hochladen                         | Wohnhaus                            | Hauptstraße 90 (Karte)                                   |           | Wohnhaus                                                                                            |    |
| Fotos hochladen                         | Wohn- und Geschäftshaus             | Hauptstraße 95 (Karte)                                   |           | Wohn- und Geschäftshaus                                                                             |    |
| Fotos hochladen                         | Wohn- und Geschäftshaus             | Hauptstraße 98 (Karte)                                   |           | Wohn- und Geschäftshaus, Fachwerkhaus                                                               |    |
| Fotos hochladen                         | Wohnhaus                            | Hauptstraße 115 (Karte)                                  |           | Wohnhaus                                                                                            |    |
| BW                                      | Wohnhaus                            | Hauptstraße 117 (Karte)                                  |           | Wohnhaus                                                                                            |    |
| BW                                      | Wohn- und Geschäftshaus (ipso iure) | Hauptstraße 118 (Karte)                                  |           | Wohn- und Geschäftshaus                                                                             |    |
| Fotos hochladen                         | „Alte Kanzlei“                      | Hauptstraße 131 (Karte)                                  |           | „Alte Kanzlei“                                                                                      |    |
| Fotos hochladen                         | Wohnhaus (ipso iure)                | Hauptstraße 138 (Karte)                                  |           | Wohnhaus                                                                                            |    |
| BW                                      | Wohnhaus                            | Hauptstraße 140 (Karte)                                  |           | Wohnhaus                                                                                            |    |
| BW                                      | Wohnhaus                            | Hauptstraße 155 (Karte)                                  |           | Wohnhaus                                                                                            |    |
| BW                                      | Gaststätte Waldhaus Japan           | Japanweg 11 (Karte)                                      |           | Gaststätte Waldhaus Japan. einschließlich Bildtapete im Saal                                        |    |
| Direkt Bild zu diesem Denkmal hochladen | Scheune                             | Kirchstraße                                              |           | Scheune                                                                                             |    |
| BW                                      | Sparkassengebäude                   | Kirchstraße 3 (Karte)                                    |           | Sparkassengebäude, Eckbau, freistehend                                                              |    |
| BW                                      | Hofanlage                           | Lindenstraße 12 (Karte)                                  |           | Hofanlage                                                                                           |    |
| BW                                      | Mahnkreuz                           | Löwenburg (Karte)                                        |           | gusseisernes Mahnkreuz (ipso iure)                                                                  |    |
| BW                                      | Altes Postgebäude                   | Löwentorstraße 40 (Karte)                                |           | ehemaliges Postgebäude                                                                              |    |
| Fotos hochladen                         | Wohn- und Geschäftshaus             | Neue Straße 3 (Karte)                                    |           | Wohn- und Geschäftshaus mit Gedenktafel                                                             |    |
| Fotos hochladen                         | Wohnhaus                            | Neue Straße 13 (Karte)                                   |           | Wohnhaus                                                                                            |    |
| Fotos hochladen                         | Wohnhaus                            | Neue Straße 14 (Karte)                                   |           | Wohnhaus                                                                                            |    |
| BW                                      | Wohnhaus                            | Neue Straße 16a (Karte)                                  |           | Wohnhaus                                                                                            |    |
| Fotos hochladen                         | Wohnhaus                            | Neue Straße 17 (Karte)                                   |           | Wohnhaus                                                                                            |    |
| BW                                      | Wohnhaus                            | Niedergebraer Straße 5 (Karte)                           |           | Wohnhaus mit Einfriedung                                                                            |    |
| weitere Bilder Fotos hochladen          | Kalibergwerk                        | Nordhäuser Straße 70-70a (Karte)                         |           | Kalibergwerk Bleicherode Ost                                                                        |    |
| BW                                      | Straßenzug                          | Nordhäuser Straße 71, 72, 73, 74, 81, 82, 83, 84 (Karte) |           | Straßenzug                                                                                          |    |
| BW                                      | „Villa Frühberg“                    | Obergebraer Straße 15 (Karte)                            |           | „Villa Frühberg“, Wohnhaus                                                                          |    |
| BW                                      | Wohnhaus                            | Obergebraer Straße 16 (Karte)                            |           | Wohnhaus                                                                                            |    |
| BW                                      | „Hahnsches Gartenhaus“              | Obergebraer Straße 36, Schustergasse (Karte)             |           | Wohnhaus                                                                                            |    |
| weitere Bilder Fotos hochladen          | Jüdischer Friedhof                  | Schustergasse 44 (Karte)                                 |           | Friedhofanlage                                                                                      |    |
| BW                                      | Wohn- und Geschäftshaus             | Wallstraße 1 (Karte)                                     |           | Wohn- und Geschäftshaus                                                                             |    |
| BW                                      | Wohnhaus                            | Weberstraße 1 (Karte)                                    |           | Wohnhaus                                                                                            |    |

### Elende
| Bild                                    | Bezeichnung        | Lage                           | Datierung | Beschreibung                                                                    | ID |
| --------------------------------------- | ------------------ | ------------------------------ | --------- | ------------------------------------------------------------------------------- | -- |
| weitere Bilder Fotos hochladen          | Rosenkirche        | (Karte)                        |           | Kirche samt künstlerischer Ausstattung, Kirchhof und Einfriedung                |    |
| Fotos hochladen                         | Wegekapelle        | Elender Hauptstraße (Karte)    |           | auch Halle-Kasseler-Straße                                                      |    |
| BW                                      | Hofanlage          | Elender Hauptstraße 1 (Karte)  |           | auch Halle-Kasseler-Straße 1, Dreiseitenhof                                     |    |
| Direkt Bild zu diesem Denkmal hochladen | Viertelmeilenstein | Elender Hauptstraße            |           | auch Halle-Kasseler-Straße, „Kleine Glocke“                                     |    |
| Fotos hochladen                         | Wohnhaus           | Elender Hauptstraße 46 (Karte) |           | auch Halle-Kasseler-Straße 46, ehemaliges Pflegeheim, gegenüber der Wegekapelle |    |
| BW                                      | Wohnhaus           | An der Schule 27 (Karte)       |           | auch Schulstraße 27, Wohnhaus mit Toreinfahrt                                   |    |

### Etzelsrode
| Bild                           | Bezeichnung                       | Lage    | Datierung | Beschreibung                                                     | ID |
| ------------------------------ | --------------------------------- | ------- | --------- | ---------------------------------------------------------------- | -- |
| weitere Bilder Fotos hochladen | Evangelische Dreieinigkeitskirche | (Karte) |           | Kirche samt künstlerischer Ausstattung, Kirchhof und Einfriedung |    |

### Friedrichsthal
| Bild                           | Bezeichnung          | Lage                                       | Datierung | Beschreibung                                                     | ID |
| ------------------------------ | -------------------- | ------------------------------------------ | --------- | ---------------------------------------------------------------- | -- |
| weitere Bilder Fotos hochladen | Evangelische Kirche  | Gratzungen (Karte)                         |           | Kirche samt künstlerischer Ausstattung, Kirchhof und Einfriedung |    |
| BW                             | Gehöft               | Gratzungen, Gratzunger Straße 5 (Karte)    |           | auch Dorfstraße 5                                                |    |
| BW                             | ehemaliges Forsthaus | Königsthal, Königsthaler Straße 15 (Karte) |           | auch Hauptstraße 15, Forsthaus samt Wirtschaftshof               |    |

### Hainrode
| Bild                           | Bezeichnung                             | Lage                            | Datierung | Beschreibung                                                     | ID |
| ------------------------------ | --------------------------------------- | ------------------------------- | --------- | ---------------------------------------------------------------- | -- |
| weitere Bilder Fotos hochladen | Evangelische Kirche St. Maria Magdalena | (Karte)                         |           | Kirche samt künstlerischer Ausstattung, Kirchhof und Einfriedung |    |
| BW                             | Pfarrhof                                | Hainröder Dorfstraße 33 (Karte) |           |                                                                  |    |
| BW                             | Wohnhaus                                | Hainröder Dorfstraße 54 (Karte) |           | Wohnhaus                                                         |    |
| BW                             | Wohnhaus                                | Hainröder Dorfstraße 56 (Karte) |           | Wohnhaus und Scheune                                             |    |
| BW                             | Wohnhaus                                | Hainröder Dorfstraße 57 (Karte) |           | Wohnhaus                                                         |    |
| BW                             | Schloss Wöbelsburg                      | An der Bleiche 18 (Karte)       |           |                                                                  |    |

### Kleinbodungen
| Bild                           | Bezeichnung         | Lage                             | Datierung | Beschreibung                                                     | ID |
| ------------------------------ | ------------------- | -------------------------------- | --------- | ---------------------------------------------------------------- | -- |
| weitere Bilder Fotos hochladen | Evangelische Kirche | (Karte)                          |           | Kirche samt künstlerischer Ausstattung, Kirchhof und Einfriedung |    |
| BW                             | Bauernhaus          | Friedrich-Kiel-Straße 59 (Karte) |           | Bauernhaus mit Hoftor und Speicher                               |    |
| BW                             | Bauernhaus          | Lindenstraße 24 (Karte)          |           |                                                                  |    |

### Kraja
| Bild                           | Bezeichnung         | Lage                        | Datierung | Beschreibung                                                     | ID |
| ------------------------------ | ------------------- | --------------------------- | --------- | ---------------------------------------------------------------- | -- |
| weitere Bilder Fotos hochladen | Evangelische Kirche | (Karte)                     |           | Kirche samt künstlerischer Ausstattung, Kirchhof und Einfriedung |    |
| BW                             | Wohnhaus            | Eisfelder Straße 11 (Karte) |           | Wohnhaus, auch Hauptstraße 11                                    |    |
| BW                             | Wohnhaus            | Eisfelder Straße 26 (Karte) |           | Pfarrhaus, auch Hauptstraße 26                                   |    |
| BW                             | Wohnhaus            | Eisfelder Straße 27 (Karte) |           | Wohnhaus, auch Hauptstraße 27                                    |    |

### Mörbach
| Bild                           | Bezeichnung         | Lage                     | Datierung | Beschreibung                                                     | ID |
| ------------------------------ | ------------------- | ------------------------ | --------- | ---------------------------------------------------------------- | -- |
| weitere Bilder Fotos hochladen | Evangelische Kirche | Dorfstraße               |           | Kirche samt künstlerischer Ausstattung, Kirchhof und Einfriedung |    |
| BW                             | Wohnhaus            | Zum Stadtberg 8 (Karte)  |           | auch Dorfstraße 8, Wohnhaus                                      |    |
| BW                             | Wohnhaus            | Zum Stadtberg 18 (Karte) |           | Zum Stadtberg 18, Wohnhaus                                       |    |

### Nohra
| Bild                                    | Bezeichnung         | Lage                                   | Datierung | Beschreibung                                                     | ID |
| --------------------------------------- | ------------------- | -------------------------------------- | --------- | ---------------------------------------------------------------- | -- |
| weitere Bilder Fotos hochladen          | Evangelische Kirche | (Karte)                                |           | Kirche samt künstlerischer Ausstattung, Kirchhof und Einfriedung |    |
| BW                                      | Wohnhaus            | Nohraer Dorfstraße 4 (Karte)           |           | Wohnhaus                                                         |    |
| BW                                      | Wohnhaus            | Nohraer Dorfstraße 13 (Karte)          |           | ehemaliger Pfarrhof                                              |    |
| BW                                      | Wohnhaus            | Nohraer Dorfstraße 35 (Karte)          |           | Wohnhaus                                                         |    |
| BW                                      | Wohnhaus            | Nohraer Dorfstraße 36 (Karte)          |           | Wohnhaus                                                         |    |
| Direkt Bild zu diesem Denkmal hochladen | Wohnhaus            | Nohraer Dorfstraße 46                  |           | Wohnhaus                                                         |    |
| BW                                      | Wohnhaus            | Nohraer Dorfstraße 46a (Karte)         |           | Wohnhaus                                                         |    |
| Fotos hochladen                         | ehemaliges Gutshaus | Kinderode, Kinderöder Straße 2 (Karte) |           |                                                                  |    |
| Fotos hochladen                         | Straßenbrücke       | Kinderode (Karte)                      |           |                                                                  |    |

### Obergebra
| Bild                                    | Bezeichnung            | Lage                              | Datierung | Beschreibung                                                     | ID |
| --------------------------------------- | ---------------------- | --------------------------------- | --------- | ---------------------------------------------------------------- | -- |
| weitere Bilder Fotos hochladen          | Evangelische Kirche    | (Karte)                           |           | Kirche samt künstlerischer Ausstattung, Kirchhof und Einfriedung |    |
| BW                                      | Wohnhaus               | Obergebraer Dorfstraße 56 (Karte) |           | Wohnhaus mit Tor                                                 |    |
| BW                                      | Wohnhaus               | Obergebraer Dorfstraße 75 (Karte) |           | ehemaliges Gasthaus                                              |    |
| BW                                      | Pfarrhaus mit Hofmauer | Pfarrgasse 79 (Karte)             |           |                                                                  |    |
| Direkt Bild zu diesem Denkmal hochladen | Halbmeilenstein        | L3080                             |           | „Große Glocke“                                                   |    |

### Wernrode
| Bild                           | Bezeichnung          | Lage                      | Datierung | Beschreibung | ID |
| ------------------------------ | -------------------- | ------------------------- | --------- | --- | -- |
| weitere Bilder Fotos hochladen | Evangelische Kirche  | (Karte)                   |           | Kirche samt künstlerischer Ausstattung, Kirchhof und Einfriedung |    |
| weitere Bilder Fotos hochladen | Schloss Wernrode     | Teichstraße 40–44 (Karte) |           | zwei Gutshäuser, Wirtschaftsgebäude und Park |    |
| weitere Bilder Fotos hochladen | Alte Schule Wernrode | Waldstraße 53 (Karte)     |           | Die ehemalige Schule ist heute Teil des Dorfgemeinschaftshauses, Vereinszimmer des Fördervereins des Feuerwehrwesens Wernrode e. V., Bürozimmer des Wehrleiters der Feuerwehr Wernrode und Büro des Ortschaftsbürgermeisters. |    |

### Wipperdorf
| Bild                                    | Bezeichnung           | Lage                                         | Datierung | Beschreibung                                                     | ID |
| --------------------------------------- | --------------------- | -------------------------------------------- | --------- | ---------------------------------------------------------------- | -- |
| weitere Bilder Fotos hochladen          | Evangelische Kirche   | Mitteldorf (Karte)                           |           | Kirche samt künstlerischer Ausstattung, Kirchhof und Einfriedung |    |
| weitere Bilder Fotos hochladen          | Evangelische Kirche   | Oberdorf (Karte)                             |           | Kirche samt künstlerischer Ausstattung, Kirchhof und Einfriedung |    |
| BW                                      | ehemalige Mühle       | Oberdorf, Dorfmühlenstraße 1 (Karte)         |           |                                                                  |    |
| BW                                      | Wohnhaus              | Oberdorf, Dorfmühlenstraße 3 (Karte)         |           | Wohnhaus                                                         |    |
| BW                                      | Hofanlage             | Oberdorf, Straße der Einheit 38 (Karte)      |           | Gehöft                                                           |    |
| BW                                      | Scheune               | Oberdorf, Wechsunger Weg 1 (Karte)           |           | Scheune und Stallung, Teilabriss                                 |    |
| weitere Bilder Fotos hochladen          | Evangelische Kirche   | Pustleben (Karte)                            |           | Kirche samt künstlerischer Ausstattung, Kirchhof und Einfriedung |    |
| BW                                      | Wohnhaus              | Pustleben, Ernst-Thälmann-Straße 14a (Karte) |           | Wohnhaus                                                         |    |
| BW                                      | Wohnhaus              | Pustleben, Schulstraße 6 (Karte)             |           | Wohnhaus                                                         |    |
| BW                                      | Wohnhaus              | Pustleben, Schulstraße 8 (Karte)             |           | Wohnhaus                                                         |    |
| BW                                      | Wohnhaus              | Pustleben, Schulstraße 9 (Karte)             |           | Wohnhaus                                                         |    |
| BW                                      | überdachtes Hofportal | Pustleben, Sondershäuser Straße 5 (Karte)    |           |                                                                  |    |
| BW                                      | ehemaliger Gutshof    | Pustleben, Sondershäuser Straße 37 (Karte)   |           |                                                                  |    |
| Direkt Bild zu diesem Denkmal hochladen | Viertelmeilenstein    | Pustleben, L 3080                            |           | „kleine Glocke“                                                  |    |
| weitere Bilder Fotos hochladen          | Halbmeilenstein       | Pustleben, L 3080 (Karte)                    |           | „große Glocke“                                                   |    |

### Wolkramshausen
| Bild                                    | Bezeichnung                        | Lage                          | Datierung | Beschreibung                                                                         | ID |
| --------------------------------------- | ---------------------------------- | ----------------------------- | --------- | ------------------------------------------------------------------------------------ | -- |
| weitere Bilder Fotos hochladen          | Evangelische Kirche St. Trinitatis | (Karte)                       |           | Kirche samt künstlerischer Ausstattung, Kirchhof und Einfriedung                     |    |
| Fotos hochladen                         | ehemaliges Gutshaus                | Backsüber 3 (Karte)           |           | ehemaliges Gutshaus von Byla, jetzt Gemeindeamt                                      |    |
| Fotos hochladen                         | Wohnhaus                           | Eckengasse 3 (Karte)          |           | vom Abriss bedrohtes Fachwerkhaus                                                    |    |
| BW                                      | Hofanlage                          | Hainlaitestraße 22 (Karte)    |           | auch Hauptstraße 22                                                                  |    |
| Fotos hochladen                         | Wohnhaus                           | Hainlaitestraße 23 (Karte)    |           | auch Hauptstraße 23                                                                  |    |
| weitere Bilder Fotos hochladen          | Schloss                            | Hainlaitestraße 29 (Karte)    |           | auch Hauptstraße 29 und 29a, Schloss „Hue de Grais“ mit Parkanlage und Nebengebäuden |    |
| Fotos hochladen                         | Hofanlage                          | Hainlaitestraße 30 (Karte)    |           | auch Hauptstraße 30, Dreiseitenhof                                                   |    |
| BW                                      | Wohn- und Geschäftshaus            | Hainlaitestraße 34,35 (Karte) |           | auch Hauptstraße 34,35                                                               |    |
| Fotos hochladen                         | Gehöft                             | Hainlaitestraße 37 (Karte)    |           | auch Hauptstraße 37                                                                  |    |
| Direkt Bild zu diesem Denkmal hochladen | Mühle                              | Alte Mühle 3                  |           | auch Mühlengasse 3                                                                   |    |
| BW                                      | Alte Schule                        | Schleifweg 3a (Karte)         |           |                                                                                      |    |
| Direkt Bild zu diesem Denkmal hochladen | Alte Schäferei                     | Parkstraße 6                  |           | auch Sondershäuserstraße 6                                                           |    |
| Direkt Bild zu diesem Denkmal hochladen | Wohnhaus                           | Parkstraße 12                 |           | auch Sondershäuserstraße 12                                                          |    |
| Fotos hochladen                         | Wohnhaus                           | Parkstraße 14                 |           | auch Sondershäuserstraße 14                                                          |    |
| Fotos hochladen                         | Wohnhaus                           | Parkstraße 15                 |           | auch Sondershäuserstraße 15                                                          |    |
| Fotos hochladen                         | Apotheke                           | Parkstraße 16                 |           | auch Sondershäuserstraße 16                                                          |    |

### Wollersleben
| Bild                                    | Bezeichnung         | Lage                       | Datierung | Beschreibung                                                     | ID |
| --------------------------------------- | ------------------- | -------------------------- | --------- | ---------------------------------------------------------------- | -- |
| weitere Bilder Fotos hochladen          | Evangelische Kirche | (Karte)                    |           | Kirche samt künstlerischer Ausstattung, Kirchhof und Einfriedung |    |
| Direkt Bild zu diesem Denkmal hochladen | Gehöft              | Wollersleber Dorfstraße 6  |           | auch Dorfstraße 6                                                |    |
| Direkt Bild zu diesem Denkmal hochladen | ehemalige Schule    | Wollersleber Dorfstraße 29 |           | auch Dorfstraße 29                                               |    |